# Marcello Mazzarella
Marcello Mazzarella (Erice, 18 ottobre 1963) è un attore, regista e sceneggiatore italiano.

## Biografia
Marcello Mazzarella vive tra la Francia e l'Italia dividendosi tra teatro, cinema e televisione. Giovanissimo si arruola in Marina dove diviene palombaro del COMSUBIN e partecipa alla missione militare italiana in Libano dal 1982 al 1984. Inizia la sua carriera al teatro "Gebel Hamed" di Erice diretto da Carlo Quartucci e Carla Tatò, poi a Milano, come allievo del capocomico Piero Mazzarella. Studente del Piccolo Teatro di Palermo, dopo essersi trasferito nel capoluogo lombardo per perfezionare la sua recitazione alla scuola di cinema CINELIFE, segue i laboratori sul metodo Stransberg-Stanislavsky. Studia con Francesca De Sapio e poi con Michael Margotta. Debutta al cinema nel 1990 con Stanno tutti bene di Giuseppe Tornatore, con cui lavorerà anche in Baarìa.
Ottiene una nomination ai David di Donatello come Miglior attore non protagonista. Ottiene la consacrazione internazionale con il film Le temps retrouvé (“Il tempo ritrovato”) di Raoul Ruiz, presentato al Festival di Cannes 1999, nel ruolo protagonista di Marcel Proust. Poi arriva il successo italiano con il film Placido Rizzotto, presentato al Festival di Venezia Mostra internazionale d'arte cinematografica. Procede la sua formazione a Parigi. Lavora con molti autori francesi di rilievo. Nel 2014 firma il soggetto del film Biagio di Pasquale Scimeca in cui interpreta anche il ruolo del protagonista, Biagio Conte, presentando la pellicola al Festa del Cinema di Roma e ricevendo il premio Tonino Guerra al Bif&st di Bari.
Recita con registi come Claudio Calligari (L'odore della notte), Mimmo Calopresti, Marco S. Puccioni, Pasquale Scimeca, Luca Guadagnino (Melissa P.), Marco Risi (Fortapasc), Marco Amenta (La siciliana ribelle), Marc Fituoussi (Pauline Detective), Vincent Martorana (Signes de vie), Francisco Athie (El Baile de San Juan), Davide Marengo (Notturno Bus), Peter Greenaway (Walking to Paris), Ken Scott (The Extraordinary journey of the Fakir), Philippe Martinez (Viktor), Costanza Quatriglio (L’Isola), Gabriele Salvatores (Nirvana) e Marco Amenta (La Siciliana ribelle). Prende parte a fiction come, per esempio, Ultimo - L'infiltrato per la regia di Michele Soavi, La omicidi e Cefalonia di Riccardo Milani, Lo scandalo della banca romana di Stefano Reali, Nero Wolfe di Riccardo Donna, Il Restauratore 2 di Enrico Oldoini, Il commissario Montalbano di Alberto Sironi, 1994 per la regia di Claudio Noce, La vita promessa di Ricky Tognazzi, Il cacciatore 2 e 3 di Davide Marengo e Fabio Paladini dove interpreta il boss siciliano Bernardo Provenzano, L'Arte della Gioia di Valeria Golino.
Attore moderno e ricercatore, Marcello Mazzarella è anche acting coach e sceneggiatore. Ha creato la Trapani Film Factory nella sua città natale aiutando i giovani attori della sua città. Marcello Mazzarella produce spettacoli di teatro e dirige i suoi film con la produzione Elimi Dei Mulini aps, con cui ha realizzato i due cortometraggi di successo "Mare nostro" e "L'ombra delle Muciare".

## Filmografia

### Cinema
- Stanno tutti bene, regia di Giuseppe Tornatore (1990)
- Nirvana, regia di Gabriele Salvatores (1997)
- L'odore della notte, regia di Claudio Caligari (1998)
- I fobici, regia di Giancarlo Scarchilli (1999)
- Il tempo ritrovato, regia di Raoul Ruiz (1999)
- Preferisco il rumore del mare, regia di Mimmo Calopresti (2000)
- Placido Rizzotto, regia di Pasquale Scimeca (2000)
- Christie Malry's Own Double-Entry, regia di Paul Tickell (2000)
- Il naso storto, regia di Antonio Ciano (2002)
- Quello che cerchi, regia di Marco S. Puccioni (2002)
- L'isola, regia di Costanza Quatriglio (2003)
- Gli indesiderabili, regia di Pasquale Scimeca (2003)
- La passione di Giosuè l'ebreo, regia di Pasquale Scimeca (2005)
- Melissa P., regia di Luca Guadagnino (2005)
- Il fantasma di Corleone, regia di Marco Amenta (2006)
- Perl oder Pica, regia di Pol Cruchten (2006)
- Il pugile e la ballerina, regia di Francesco Suriano (2007)
- Notturno bus, regia di Davide Marengo (2007)
- Rosso Malpelo, regia di Pasquale Scimeca (2007)
- Made in Italy, regia di Stéphane Giusti (2008)
- Sono viva, regia di Dino Gentili e Filippo Gentili (2008)
- La siciliana ribelle, regia di Marco Amenta (2009)
- Fortapàsc, regia di Marco Risi (2009)
- Baarìa, regia di Giuseppe Tornatore (2009)
- Laria, regia di Valerio Jalongo (2010)
- Una canzone per te, regia di Herbert Simone Paragnani (2010)
- El Baile de San Juan, regia di Francisco Athié (2010)
- Hai paura del buio, regia di Massimo Coppola (2010)
- La strada di Paolo, regia di Salvatore Nocita (2011)
- Convitto Falcone, regia di Pasquale Scimeca (2012)
- Breve storia di lunghi tradimenti, regia di Davide Marengo (2012)
- Come il vento, regia di Marco Simon Puccioni (2013)
- Biagio, regia di Pasquale Scimeca (2014)
- L'ospedale delle bambole, regia di Francesco Felli (2014) - cortometraggio
- The Wait, regia di Tiziana Bosco (2016)
- Tapirulàn, regia di Claudia Gerini (2022) (Dante)
- Una boccata d'aria, regia di Alessio Lauria (2022) (Notaio Rosario)
- Il mio nome è vendetta, regia di Cosimo Gomez (2022)
- Rumore, regia di Nicola Telesca (2022)
- Indagine di famiglia, regia di Gian Paolo Cugno (2022)
- Giorni Felici, regia di Simone Petralia (2023)
- Dieci minuti, regia di Maria Sole Tognazzi (2024)
- Eterno visionario, regia di Michele Placido (2024)
- Duse, regia di Pietro Marcello (2025)

### Televisione
- Signes de vie, regia di Vincent Martorana (2001)
- Ultimo - L'infiltrato, regia di Michele Soavi (2004)
- La omicidi, regia di Riccardo Milani (2004)
- Frank Riva - episodi Les loups e L'ange rouge, regia di Patrick Jamain (2004)
- Quai nº 1 - episodio Frères d'armes, regia di Alain Robillard (2005)
- Il cuore nel pozzo, regia di Alberto Negrin (2005)
- Cefalonia, regia di Riccardo Milani (2005)
- Joe Petrosino, regia di Alfredo Peyretti (2006)
- L'ultimo dei Corleonesi, regia di Alberto Negrin (2007)
- Fuga con Marlene, regia di Alfredo Peyretti (2007)
- La vita rubata, regia di Graziano Diana (2008)
- L'uomo che cavalcava nel buio, regia di Salvatore Basile (2009)
- Lo scandalo della Banca Romana, regia di Stefano Reali (2010)
- Crimini - episodio Neve sporca, regia di Davide Marengo (2010)
- Nero Wolfe, regia di Riccardo Donna (2012)
- L'isola, regia di Alberto Negrin (2012–2013)
- Il restauratore 2, regia di Enrico Oldoini (2014)
- Lampedusa - Dall'orizzonte in poi, regia di Marco Pontecorvo – miniserie TV (2016)
- Solo, regia di Michele Alhaique – serie TV, 2 episodi (2016)
- Il commissario Montalbano – serie TV, episodio: Un covo di vipere  regia di Alberto Sironi (regista)(2017)
- L'Aquila - Grandi speranze  regia di Marco Risi– serie TV (2019)
- 1994, regia di Claudio Noce – serie TV, episodio 3x06 (2019)
- La vita promessa, regia di Ricky Tognazzi (2020)
- Il cacciatore, regia di Davide Marengo e Fabio Paladini – serie TV, 9 episodi (2020-2021)
- L'Ora - Inchiostro contro piombo, regia di Piero Messina, Ciro D'Emilio, Stefano Lorenzi – serie TV (2022)
- L'arte della gioia, regia di Valeria Golino e Nicolangelo Gelormini – miniserie TV, 4 puntate (2024)